# Netcoördinator
Bij de Nederlandse Publieke Omroep is een netcoördinator of netmanager verantwoordelijk voor de indeling van uitzendingen van een bepaalde televisiezender (net).
Zijn taken zijn het maken van een programmaschema, het bewaken (niet opstellen) van het netprofiel, en het uitvoeren van de doelstellingen van de desbetreffende zender. Hij werkt volgens een door de raad van bestuur opgesteld beleidsplan, waarin onder andere netprofiel en doelstellingen zijn vastgelegd. Een netcoördinator werkt onafhankelijk van de omroepen die op zijn zender uitzenden en heeft niets te zeggen over de inhoud van programma's.
De netcoördinatoren van de Nederlandse Publieke Omroep zijn:
- NPO 1 - Remko van Westerloo[1]
- NPO 2 - Gijs van Beuzekom[2]
- NPO 3 - Suzanne Kunzeler (inclusief Zapp/Zappelin)[3]